# Moritz Kurt Dinter
Pour les articles homonymes, voir Dinter.
Moritz Kurt Dinter (Kurt Dinter) est un botaniste allemand, né le 10 juin 1868 à Bautzen et mort le 16 décembre 1945 à Neukirch.

## Principales étapes de sa carrière[1]
- Études de botanique à Strasbourg et Dresde.
- Début de carrière comme conservateur du jardin botanique Hanbury à la Mortola (Vintimille)
- Rejoint les jardins botaniques de Kew et devient coéditeur de The Gardeners' Chronicle.
- 1897-1905 : il s'installe dans le Sud-Ouest africain (actuelle Namibie, alors protectorat allemand) près de Lüderitz, où il commence à s'intéresser à la flore locale et à collecter de nombreux spécimens. En 1900, il devient botaniste gouvernemental, chargé d'études sur les plantes toxiques pour le bétail.
- 1905-1922 : retour en Allemagne.
- 1922-1935 : multiples séjours en Afrique australe dont il étudie surtout la flore succulente.